# Walter Alvarez
Walter Alvarez (nascut el 1940), fill del físic guanyador d'un Premi Nobel de Física Luis Walter Álvarez, és professor del departament de ciències planetàries i de la Terra a la Universitat de Califòrnia, Berkeley.
Ha publicat nombrosos treballs en revistes especialitzades, alguns en col·laboració amb altres destacats especialistes sobre la teoria de l'impacte com a causa de les extincions en massa de finals del Cretaci.
Destaca la seva obra Tyrannosaurus rex i el cràter de la mort, en la qual exposa la seva hipòtesi sobre la desaparició dels dinosaures i d'altres criatures prehistòriques com a conseqüència d'un impacte d'un asteroide contra l'actual península del Yucatán. El 1980 Walter Alvarez i el seu pare junts van proposar aquesta teoria, lligada amb el descobriment d'alts nivells d'iridi en una capa de roca sedimentària.